# Гаролд Соломон
Гаролд Соломон (англ. Harold Solomon; нар. 17 вересня 1952) — колишній американський тенісист.
Найвищу одиночну позицію світового рейтингу — 5 місце досяг 8 вересня 1980, парну — 4 місце — 1976 року.
Здобув 22 одиночні та 1 парний титул.
Найвищим досягненням на турнірах Великого шолома був фінал в одиночному розряді.
Завершив кар'єру 1986 року.

## Фінали турнірів Великого шолома

### Одиночний розряд:1 поразка
| Рік  | Турнір                               | Покриття | Суперник        | Рахунок            |
| ---- | ------------------------------------ | -------- | --------------- | ------------------ |
| 1976 | Відкритий чемпіонат Франції з тенісу | Ґрунт    | Адріано Панатта | 1–6, 4–6, 6–4, 6–7 |

## Фінали за кар'єру

### Одиночний розряд: 38 (22–16)
| Категорія                                       |
| ----------------------------------------------- |
| Великий Шлем                                    |
| Гран-прі Мастерс (1970–89)                      |
| WCT Finals (1971–89)                            |
| Гран-прі Series (1970–89), WCT Series (1968–89) |

| Результат | Ранг | Дата | Турнір                                      | Покриття   | Суперник           | Рахунок                 |
| --------- | ---- | ---- | ------------------------------------------- | ---------- | ------------------ | ----------------------- |
| Перемога  | 1.   | 1974 | Washington Open, США                        | Ґрунт      | Гільєрмо Вілас     | 1–6, 6–3, 6–4           |
| Поразка   | 1.   | 1974 | Bretton Woods, США                          | Ґрунт      | Род Лейвер         | 4–6, 3–6                |
| Поразка   | 2.   | 1974 | Лос-Анджелес, США                           | Тверде     | Джиммі Коннорс     | 3–6, 1–6                |
| Перемога  | 2.   | 1975 | Toronto Indoor, Канада                      | Килим (i)  | Стен Сміт          | 6–4, 6–1                |
| Перемога  | 3.   | 1975 | Мемфіс, США                                 | Тверде (i) | Їржі Гржебець      | 2–6, 6–1, 6–4           |
| Поразка   | 3.   | 1975 | Вашингтон, США                              | Ґрунт      | Гільєрмо Вілас     | 1–6, 3–6                |
| Поразка   | 4.   | 1975 | Мельбурн, Австралія                         | Трава      | Браян Готтфрід     | 2–6, 6–7, 1–6           |
| Перемога  | 4.   | 1975 | Перт, Австралія                             | Тверде     | Сенді Меєр         | 6–2, 7–6, 7–5           |
| Перемога  | 5.   | 1975 | Йоганесбурґ, ПАР                            | Тверде     | Браян Готтфрід     | 6–3, 6–2, 5–7, 6–2      |
| Поразка   | 5.   | 1976 | Monterrey WCT, Мексика                      | Килим      | Едді Діббс         | 6–7, 2–6                |
| Перемога  | 6.   | 1976 | Washington WCT, США                         | Килим (i)  | Онні Парун         | 6–3, 6–1                |
| Перемога  | 7.   | 1976 | Х'юстон WCT, США                            | Ґрунт      | Кен Роузволл       | 6–4, 1–6, 6–1           |
| Поразка   | 6.   | 1976 | Відкритий чемпіонат Франції з тенісу, Париж | Ґрунт      | Адріано Панатта    | 1–6, 4–6, 6–4, 6–7      |
| Перемога  | 8.   | 1976 | Louisville Open, США                        | Ґрунт      | Войцех Фібак       | 6–2, 7–5                |
| Поразка   | 7.   | 1976 | Бостон, США                                 | Ґрунт      | Б'єрн Борг         | 7–6, 4–6, 1–6, 2–6      |
| Перемога  | 9.   | 1976 | Мауї, США                                   | Тверде     | Боб Лутц           | 6–3, 5–7, 7–5           |
| Перемога  | 10.  | 1976 | Johannesburg WCT, ПАР                       | Тверде     | Браян Готтфрід     | 6–2, 6–7, 6–3, 6–4      |
| Перемога  | 11.  | 1977 | Брюссель, Бельгія                           | Ґрунт      | Карл Майлер        | 7–5, 3–6, 2–6, 6–3, 6–4 |
| Перемога  | 12.  | 1977 | Мастерс Цинциннаті, США                     | Ґрунт      | Марк Кокс          | 6–2, 6–3                |
| Перемога  | 13.  | 1977 | WCT Турнір of Champions, США                | Килим (i)  | Кен Роузволл       | 7–6, 6–2, 2–6, 0–6, 6–3 |
| Поразка   | 8.   | 1978 | Спрингфілд, США                             | Килим (i)  | Гайнц Ґюнтгардт    | 3–6, 6–3, 2–6           |
| Перемога  | 14.  | 1978 | Лас-Вегас, США                              | Тверде     | Коррадо Барадзутті | 6–1, 3–0 ret.           |
| Перемога  | 15.  | 1978 | Louisville Open, U.S.                       | Ґрунт      | Джон Александер    | 6–2, 6–2                |
| Поразка   | 9.   | 1978 | Бостон, США                                 | Ґрунт      | Мануель Орантес    | 4–6, 3–6                |
| Поразка   | 10.  | 1978 | Йоганнесбург, ПАР                           | Тверде     | Тім Галліксон      | 6–2, 6–7, 6–7, 7–6, 4–6 |
| Перемога  | 16.  | 1979 | Baltimore WCT, США                          | Килим (i)  | Марті Ріссен       | 7–5, 6–4                |
| Поразка   | 11.  | 1979 | Гамбург, Німеччина                          | Ґрунт      | Хосе Їгерас        | 6–3, 1–6, 4–6, 1–6      |
| Поразка   | 12.  | 1979 | Forest Hills WCT, США                       | Ґрунт      | Едді Діббс         | 6–7, 1–6                |
| Перемога  | 17.  | 1979 | Норт-Конвей, США                            | Ґрунт      | Хосе Їгерас        | 5–7, 6–4, 7–6           |
| Поразка   | 13.  | 1979 | Бордо, Франція                              | Ґрунт      | Яннік Ноа          | 0–6, 7–6, 1–6, 6–1, 4–6 |
| Перемога  | 18.  | 1979 | Мастерс Париж, Франція                      | Тверде (i) | Коррадо Барадзутті | 6–3, 2–6, 6–3, 6–4      |
| Поразка   | 14.  | 1979 | Wembley Турнір, Англія                      | Килим (i)  | Джон Макінрой      | 3–6, 4–6, 5–7           |
| Перемога  | 19.  | 1980 | Baltimore WCT, США                          | Килим (i)  | Тім Галліксон      | 7–6, 6–0                |
| Поразка   | 15.  | 1980 | Лас-Вегас, США                              | Тверде     | Бйорн Борг         | 3–6, 1–6                |
| Перемога  | 20.  | 1980 | Hamburg Masters, Німеччина                  | Ґрунт      | Гільєрмо Вілас     | 6–7, 6–2, 6–4, 2–6, 6–3 |
| Перемога  | 21.  | 1980 | Cincinnati Masters, U.S.                    | Тверде     | Франсіско Гонсалес | 7–6, 6–3                |
| Перемога  | 22.  | 1980 | Тель-Авів, Ізраїль                          | Тверде     | Шломо Глікштейн    | 6–2, 6–3                |
| Поразка   | 16.  | 1981 | Лас-Вегас, США                              | Тверде     | Іван Лендл         | 4–6, 2–6                |

| W | Ф | ПФ | ЧФ | #Р | КТ | К# | DNQ | A | NH |

| Турнір                                 | 1972 | 1973 | 1974 | 1975 | 1976 | 1977 | 1978 | 1979 | 1980 | 1981 | 1982 | 1983 | 1984 | 1985 | 1986 | Career W-L |
| -------------------------------------- | ---- | ---- | ---- | ---- | ---- | ---- | ---- | ---- | ---- | ---- | ---- | ---- | ---- | ---- | ---- | ---------- |
| Відкритий чемпіонат Австралії з тенісу |      |      |      |      |      |      |      |      |      |      |      |      |      |      | NH   | 0–0        |
| Відкритий чемпіонат Франції з тенісу   | ЧФ   | 3р   | ПФ   | ЧФ   | Ф    | 4р   | 3р   | 4р   | ПФ   | 1р   | 2р   |      | 3р   |      |      | 36–12      |
| Вімблдонський турнір                   | 1р   |      | 1р   |      |      | 1р   |      |      |      |      |      |      |      |      | 1р   | 0–4        |
| Відкритий чемпіонат США з тенісу       | 2р   | 1р   |      | 4р   | 1р   | ПФ   | 4р   | 4р   | 4р   | 3р   | 3р   | 1р   |      |      |      | 22–11      |
| В-П                                    | 4–3  | 2–2  | 5–2  | 7–2  | 6–2  | 8–3  | 5–2  | 6–2  | 8–2  | 2–2  | 3–2  | 0–1  | 2–1  | 0–0  | 0–1  | 58–27      |